# Карнаухов, Михаил Андреевич
Михаи́л Андре́евич Карнау́хов (22 февраля 1994, Минск, Белоруссия) — белорусский хоккеист, вратарь.

## Биография
Воспитанник СДЮШОР «Юность» и ЦСКА. 
Дебютировал в КХЛ в составе «Динамо» (Минск) в рамках турнира «Кубок Надежды» 6 марта 2013 года, заменив Кевина Лаланда в третьем периоде в матче с «Динамо» (Рига) (пропустил 4 шайбы). В мае 2020 года перешел в новокузнецкий "Металлург". В июле 2021 года подписал контракт с ХК "Динамо-Молодечно". С мая 2022 года игрок гродненского ХК "Неман".